# Takayasu Akira
Takayasu Akira (髙安 晃?  nacido el 28 de febrero de 1990 en Tsuchiura, Japón) es un luchador de sumo japonés.

## Trayectoria
Hizo su debut profesional en 2005, y alcanzó la división de makuuchi en 2011. Ha sido subcampeón en una ocasión. Después de alcanzar 34 victorias en tres torneos desde enero a mayo de 2017 fue ascendido al segundo mayor rango de este deporte, ōzeki.